# Шар (Атлантски Пиринеји)
Шар (фр. Charre) насеље је и општина у југозападној Француској у региону Аквитанија, у департману Атлантски Пиринеји која припада префектури Олорон Сен Мари.
По подацима из 2011. године у општини је живело 200 становника, а густина насељености је износила 17,53 становника/km². Општина се простире на површини од 11,41 km². Налази се на средњој надморској висини од 121 метар (максималној 207 m, а минималној 91 m).

## Демографија
| 1962. | 1968. | 1975. | 1982. | 1990. | 1999. | 2011. |
| ----- | ----- | ----- | ----- | ----- | ----- | ----- |
| 314   | 310   | 278   | 259   | 260   | 227   | 200   |

График промене броја становника у току последњих година